# Бьюик, Томас
То́мас Бью́ик (англ. Thomas Bewick, 11 августа 1753 — 8 ноября 1828, Гейтсхед, Англия) — знаменитый английский художник: рисовальщик и ксилограф (гравёр по дереву), заложивший основы «поперечной», или «торцовой» гравюры по дереву и репродукционной ксилографии. Автор популярных иллюстрированных книг по естествознанию.

## Биография
Томас Бьюик родился в Черриберне, доме в деревне Микли, графство Нортамберленд, недалеко от Ньюкасл-апон-Тайн, 10 или 11 августа 1753 года, хотя его день рождения всегда отмечался 12-го числа. Его отец Джон был арендатором земельных участков, когда родился Томас, старший из восьми детей, ему было уже за сорок.
Бьюик не преуспел в учёбе, но уже в раннем возрасте проявил талант к рисованию. В четырнадцать лет он поступил учеником к Ральфу Бейлби, гравёру из Ньюкасла, где научился гравировать по дереву и металлу. В мастерской Бейлби Бьюик выполнил серию гравюр на дереве для Чарльза Хаттона, иллюстрирующих трактат об измерениях. После этого он, по-видимому, полностью посвятил себя гравированию на дереве и в 1775 году получил премию Королевского общества поощрения искусств, мануфактур и торговли за гравюру «Охотник и старая гончая» из сборника «Избранные басни» покойного мистера Гея, которую он иллюстрировал.
В 1776 году Бьюик стал партнёром в мастерской Бейлби. Совместное дело по изданию книг и гравюр было успешным. В 1786 году, когда он стал финансово обеспеченным, Томас Бьюик женился на Изабелле Эллиотт из Овингема; она была его подругой в детстве. У них родилось четверо детей: Роберт, Джейн, Изабелла и Элизабет; дочери работали над мемуарами отца после его смерти.
Бьюик также стал известен в качестве одного из первых борцов за справедливое обращение с животными. Он выступал против купирования хвостов у лошадей, жестокого обращения с дрессированными животными и жестокостей в отношении собак. Все эти темы повторяются в его гравюрах.
У Бьюика было по меньшей мере тридцать учеников, которые работали в совместной мастерской с Бейлби в качестве подмастерьев, первым из которых был его младший брат Джон. Некоторые из них стали известными гравёрами, включая Джона Андерсона, Люка Кленнелла, Чарльтона Несбита, Уильяма Харви, Роберта Джонсона и его сына, а позже и партнёра Роберта Эллиота Бьюика .
В начале своей карьеры он брался за самые разные работы, такие как гравировка столовых приборов, изготовление деревянных блоков для рекламы и иллюстрирование детских книг. Постепенно он перешёл к иллюстрированию, написанию и изданию собственных книг, завоевав взрослую аудиторию благодаря прекрасным иллюстрациям к «Всеобщей истории четвероногих» (A General History of Quadrupeds, 1790), предназначенную для детей, но доступную и взрослой аудитории. Успех этой работы побудил их задуматься о более серьёзном труде по естествознанию. Готовясь к этой работе, Бьюик потратил несколько лет на гравирование деревянных досок для «Наземных птиц», первого тома «Истории британских птиц». Учитывая его глубокие познания в птицах Нортумберленда, Бьюик подготовил иллюстрации, поэтому Бейлби было поручено составить текст, с чем он с трудом справился. В итоге Бьюик написал большую часть текста, что привело к спору об авторстве; Бьюик отказался назвать Бейлби автором, и в итоге ни один из них не был указан на титуле книги. В результате их партнёрство распалось в 1797 году. Они кое-как примирились в 1800 году, возобновив сотрудничество в некоторых проектах, включая публикацию «Изображений британских наземных птиц». Бьюик встал на защиту Бейлби, когда последний был оклеветан в дополнении к третьему изданию «Encyclopaedia Britannica», опубликованному в 1801 году.

## Техника гравирования
Бьюик наиболее известен книгой «История британских птиц», которая ныне ценится главным образом за гравюры, особенно за небольшие, проницательные и часто юмористические виньетки и «концовки». Эта книга стала предшественницей многих последующих полевых справочников.
Миниатюрность иллюстраций к естественнонаучным изданиям, требования чёткости и детальной ясности штриха привели к тому, что Бейлби и Бьюик (вопрос о первенстве остаётся открытым) оказались изобретателями способа гравирования на поперечном срезе ствола твёрдых пород дерева. В этой технике доска, склеенная из нескольких частей поперечного среза, тщательно отшлифованная, позволяет с одинаковой лёгкостью работать штихелем во всех направлениях как традиционным «чёрным» (обрезным), так и «белым» штрихом. Дерево в поперечной гравюре используется преимущественно твёрдых пород — бук, пальма, самшит, реже — груша. Это даёт возможность тончайшими штрихами создавать миниатюры, пригодные для иллюстраций изящных изданий малого формата. Кроме того, твёрдые породы позволяли печатать ксилографии значительным, практически неограниченным тиражом, что крайне важно для книжных иллюстраций. Такой тираж при малом изменении качества может доходить до нескольких десятков тысяч экземпляров.
Живописность новой техники — неограниченные возможности сочетания различных прямых, перекрёстных, диагональных штрихов, пунктира, сочных белых и чёрных пятен — дала основания называть её тоновой. Томас Бьюик создал в новой технике иллюстрации и виньетки к изданиям классиков английской литературы. Им созданы иллюстрации к стихам Р. Бёрнса и басням Эзопа.
Бьюик руководил работой многих учеников, поэтому, хотя он и не выполнял все иллюстрации сам, но всегда принимал в них активное участие. Некоторые клише рисовал один из его братьев, а вырезал другой, черновую работу выполняли ученики, которые также, если проявляли способности, рисовали и завершали эскизы. Поэтому мы не можем быть уверены, что во всех случаях гравюры от начала и до конца принадлежат Томасу Бьюику, но «он в значительной степени участвовал почти во всех и, безусловно, за каждым из них последнее слово было за ним».
Более 100 клише Бьюика с гравюрами на дереве хранятся в библиотеке города Ньюберри вблизи Лондона. Последователями Бьюика в технике тоновой гравюры были немецкие мастера Фридрих Унцельман (1797—1854), братья Альберт (1814—1886) и Отто (1816—1851) Фогели.

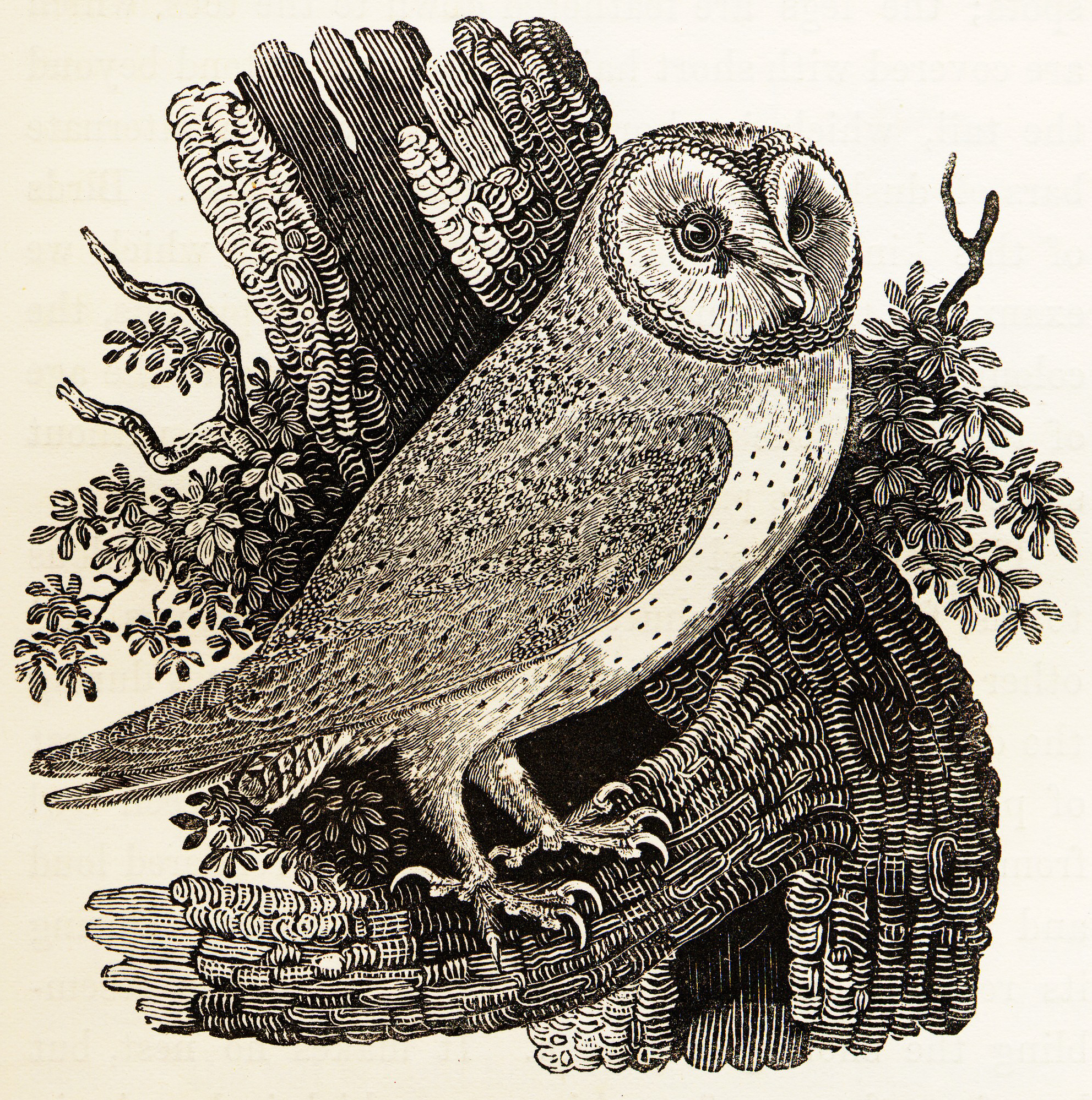
Иллюстрация к «Истории британских птиц». 1847. Ксилография
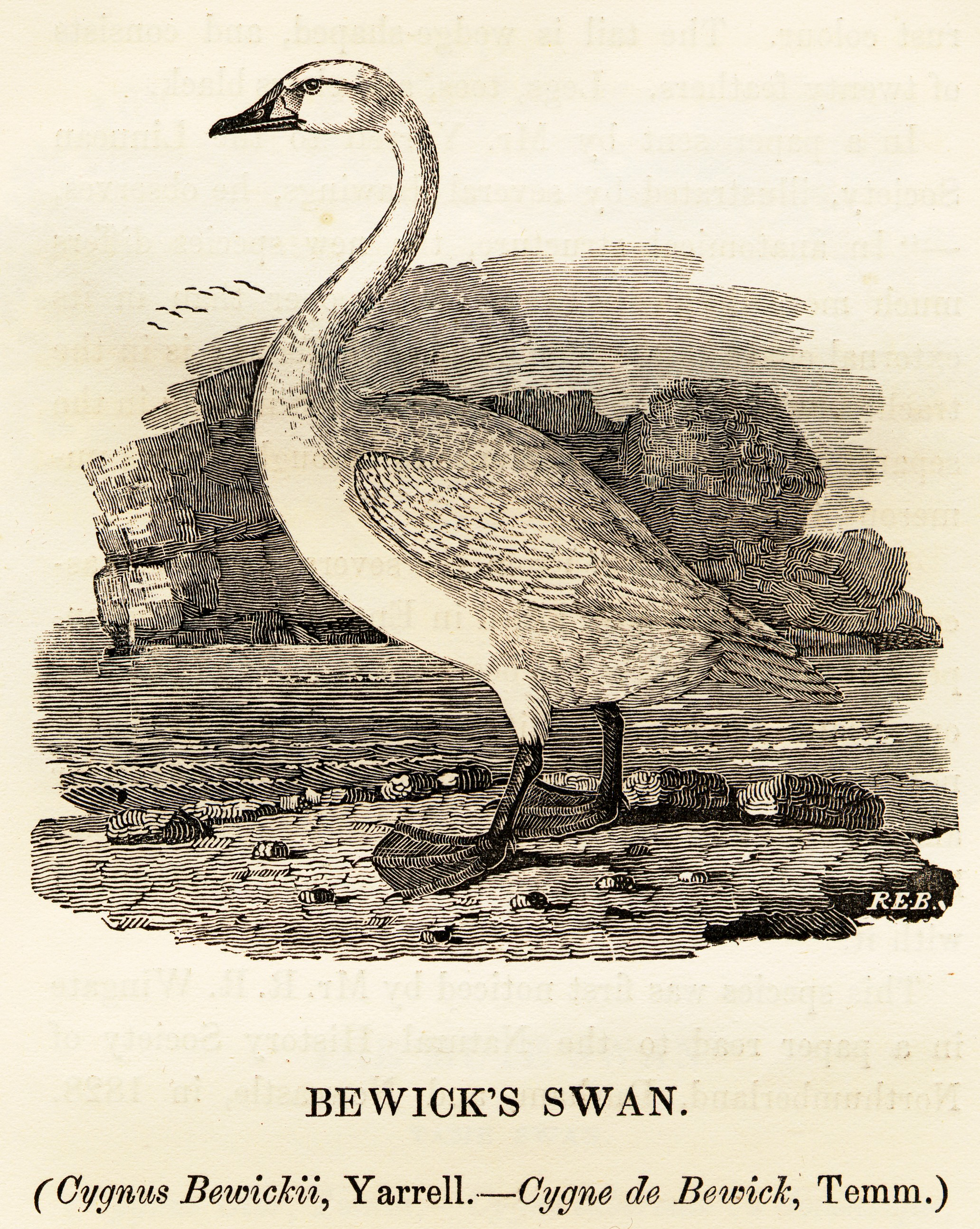
«Лебедь Бьюика». Ксилография юбилейного издания 1847 года
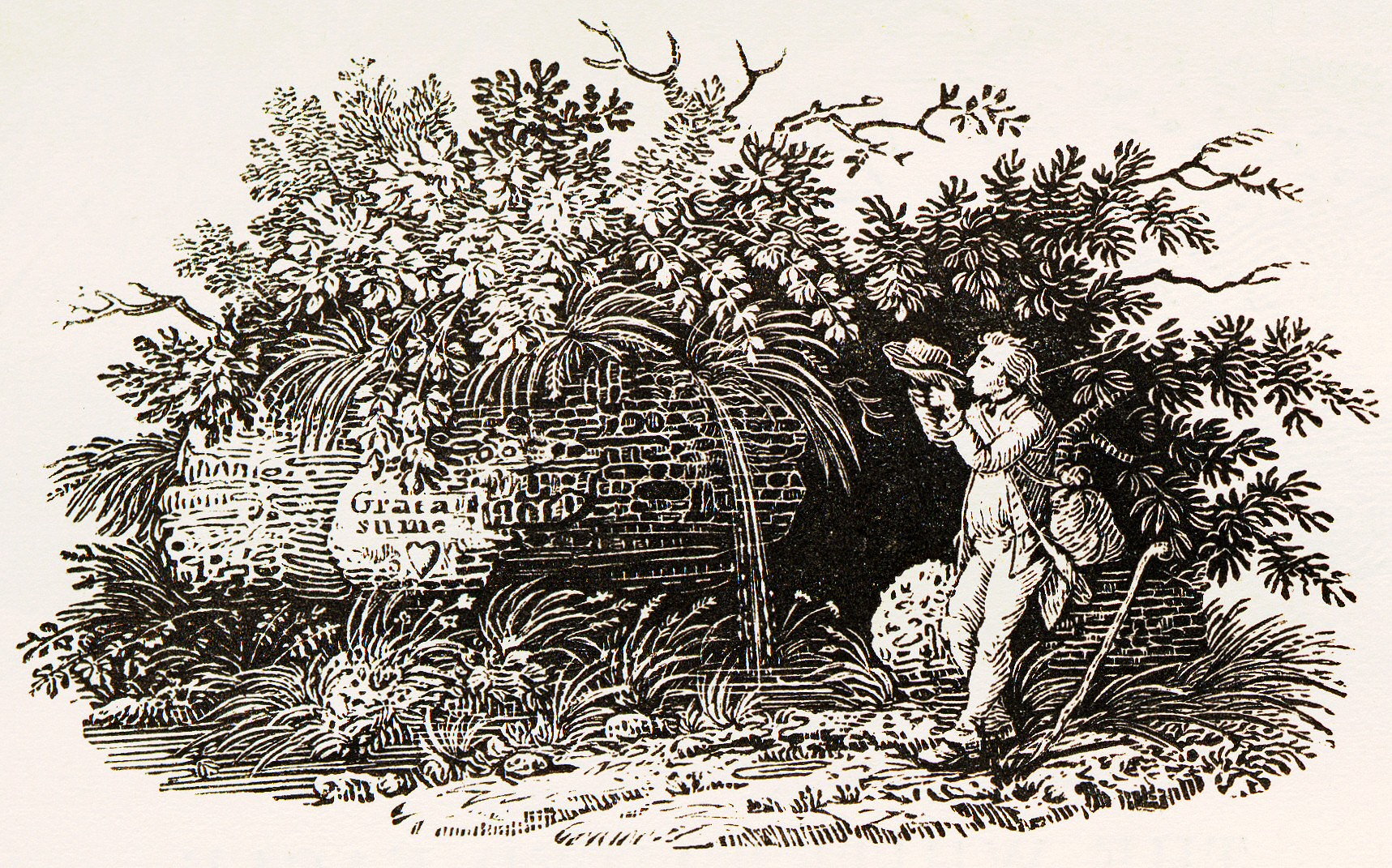
Концовка к изданию «Истории британских птиц». Изображён Томас Бьюик в образе жаждущего путника, пьющего из своей шляпы
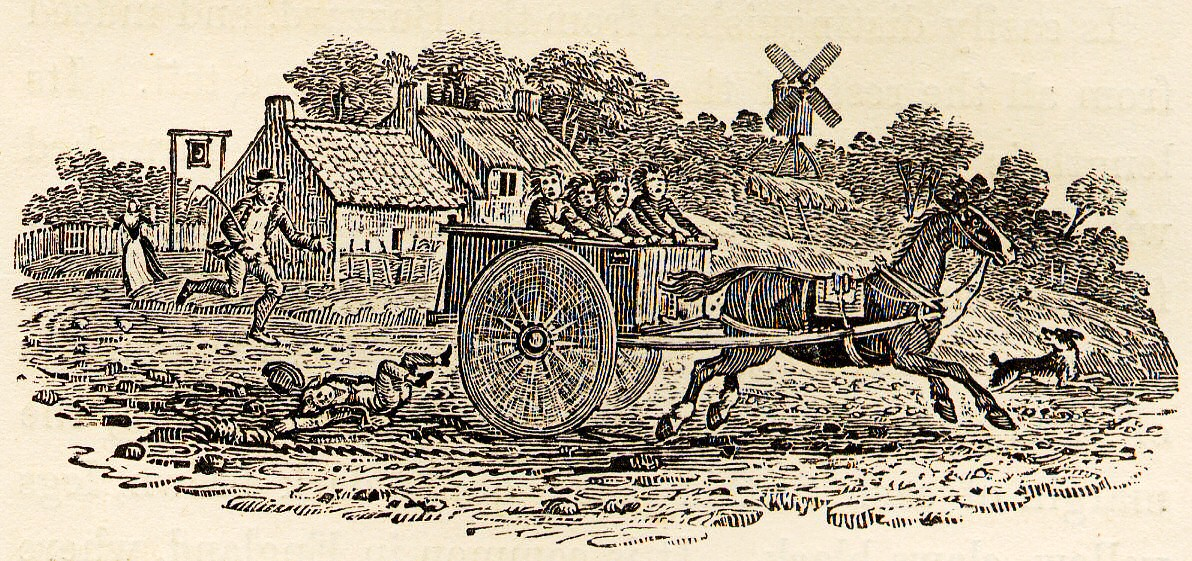
Дети-беглецы в повозке. Концовка издания «Птицы Британии». 1797. Ксилография
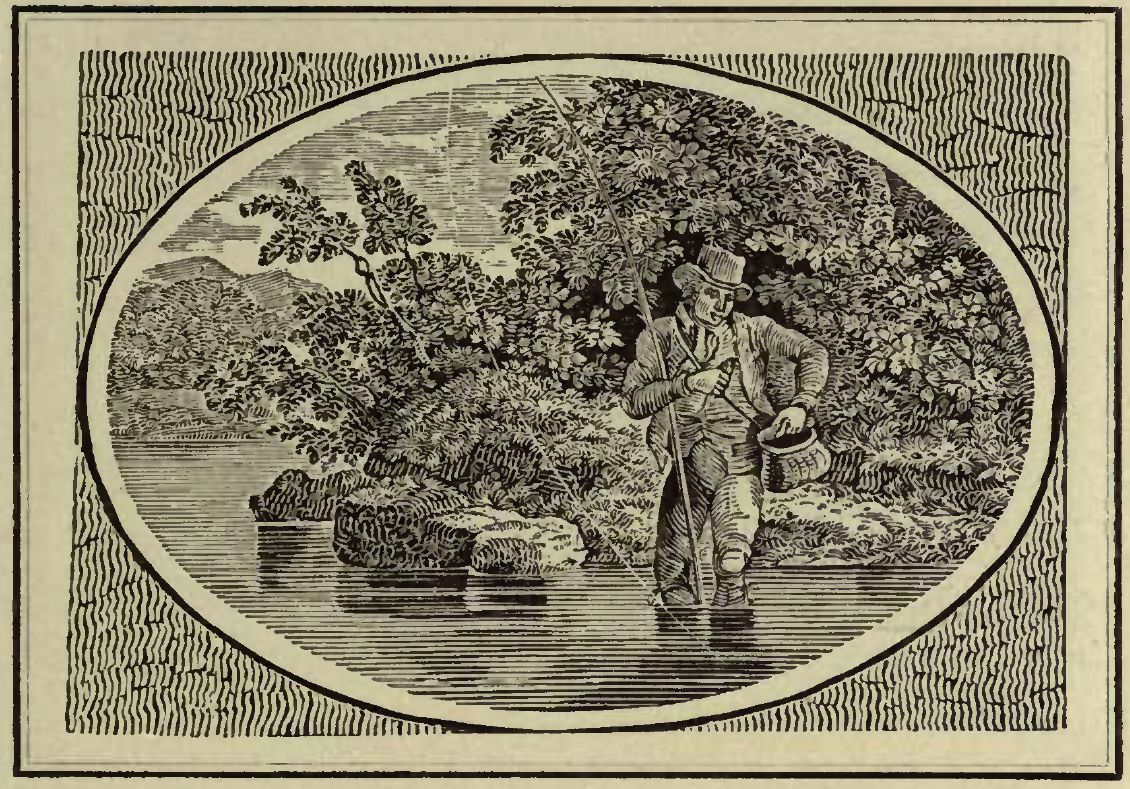
Рыболов и маленькая рыбка. Мемориальное издание произведений Томаса Бьюика — Басни Эзопа, том IV (1885)
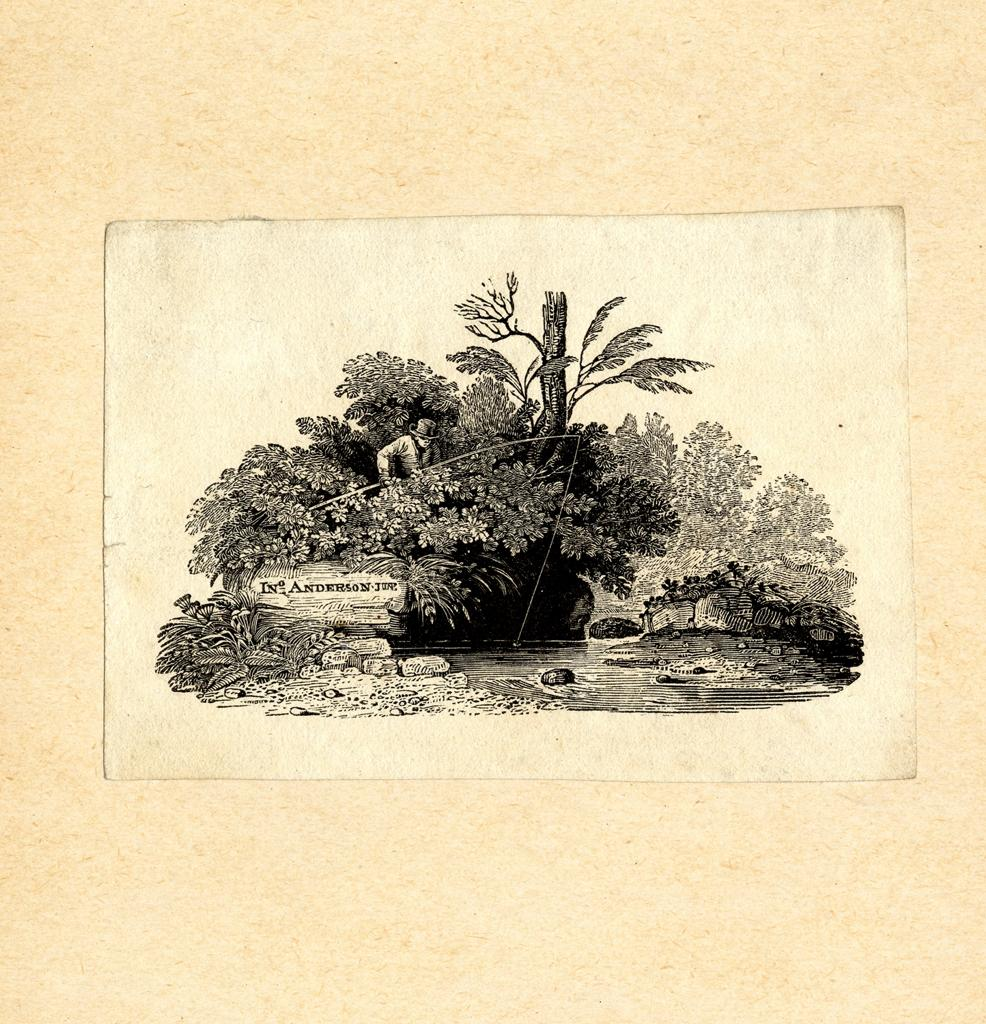
Экслибрис Дж. Андерсона. 1800. Ксилография

## Музеи, в которых хранятся рисунки и гравюры Томаса Бьюика
- Edmonton Art Gallery, Канада
- Центральная библиотека Ньюкасл-апон-Тайн, Великобритания
- Британский музей, Лондон, Великобритания
- Библиотека Ньюберри, Чикаго, США

## Память
В честь Бьюика названы следующие виды птиц:
- Малый лебедь (Cygnus bewickii)
- Длиннохвостый крапивник Бьюика (Thryomanes bewickii)